# Mogilnicki
Mogilnicki II – herb szlachecki, nadany w zaborze austriackim.

## Opis herbu
Na tarczy dwudzielnej w pas w polu I złotym połuorzeł czarny w prawo, w II błękitnym krzyż kawalerski złoty. W obydwu klejnotach po dwa skrzydła orle czarne (według S. Górzyńskiego – w klejnocie I prawe, w II lewe skrzydło orle czarne, a ponadto labry I czarne, II błękitne podbite złotem).

## Najwcześniejsze wzmianki
Nadany 7 lipca 1828 roku przemyskiemu greckokatolickiemu kustoszowi katedralnemu Janowi Mogilnickiemu, wraz z tytułem szlacheckim.

## Herbowni
Mogilnicki (herb własny)